# Eloeophila amamiana
Eloeophila amamiana är en tvåvingeart som först beskrevs av Alexander 1956.  Eloeophila amamiana ingår i släktet Eloeophila och familjen småharkrankar. Inga underarter finns listade i Catalogue of Life.